# Claudia Bobocea
Claudia Mihaela Bobocea (* 11. Juni 1992 in Bukarest) ist eine rumänische Leichtathletin, die sich auf den Mittelstreckenlauf spezialisiert hat.

## Sportliche Laufbahn
Erste internationale Erfahrungen sammelte Claudia Bobocea im Jahr 2011, als sie bei den Junioreneuropameisterschaften in Tallinn im 800-Meter-Lauf mit 2:12,90 min in der ersten Runde ausschied. 2013 belegte sie bei den U23-Europameisterschaften in Tampere in 4:20,39 min den neunten Platz im 1500-Meter-Lauf und erreichte anschließend bei den Balkan-Meisterschaften in Stara Sagora in 4:23,14 min Rang sechs. Bei den IAAF World Relays 2014 auf den Bahamas klassierte sie sich mit der 4-mal-800-Meter-Staffel in 8:23,12 min auf dem sechsten Platz und mit der 4-mal-1500-Meter-Staffel wurde sie in 17:51,48 min Vierte. Ende Juli gewann sie dann bei den Balkan-Meisterschaften in Pitești in 4:26,01 min die Silbermedaille über 1500 Meter. 2015 gewann sie bei den Balkan-Hallenmeisterschaften in Istanbul in 9:03,42 min die Silbermedaille im 3000-Meter-Lauf und schied anschließend bei den Halleneuropameisterschaften in Prag mit 9:27,82 min im Vorlauf aus. Im Sommer nahm sie erstmals an der Sommer-Universiade in Gwangju teil und erreichte dort in 4:31,27 min Rang zwölf über 1500 Meter. Im Jahr darauf schied sie bei den Hallenweltmeisterschaften in Portland über 1500 Meter mit 4:12,38 min in der Vorrunde aus und bei den Europameisterschaften in Amsterdam scheiterte sie über 800 und 1500 Meter jeweils in der ersten Runde. Über 800 Meter startete sie dann im August bei den Olympischen Spielen in Rio de Janeiro, kam dort aber mit 2:03,75 min nicht über die Vorrunde hinaus.
2017 schied sie bei den Halleneuropameisterschaften in Belgrad mit 4:16,98 min im Vorlauf über 1500 Meter aus und auch bei den Weltmeisterschaften in London kam sie mit 4:11,20 min nicht über die Vorrunde hinaus. Nur zwei Wochen später startete sie erneut bei den Studentenweltspielen in Taipeh und klassierte sich dort mit 4:22,85 min auf dem elften Platz. Im Jahr darauf erreichte sie bei den Hallenweltmeisterschaften in Birmingham mit 9:23,70 min Rang 13 über 3000 Meter und schied über 1500 Meter mit 4:24,60 min im Vorlauf aus. Im Sommer scheiterte sie dann bei den Europameisterschaften in Berlin mit 4:16,20 min in der Vorrunde über 1500 Meter. 2019 wurde sie bei den Halleneuropameisterschaften in Glasgow in 4:13,40 min Siebte und Anfang Oktober schied sie bei den Weltmeisterschaften in Doha mit 4:18,25 min im Halbfinale aus. Im Jahr darauf siegte sie bei den Balkan-Meisterschaften in Cluj-Napoca in 2:03,32 min über 800 Meter sowie in 4:12,95 min auch im 1500-Meter-Lauf. 2021 gewann sie dann bei den Balkan-Hallenmeisterschaften in Istanbul in 2:06,05 min die Silbermedaille über 800 Meter und sicherte sich über 1500 Meter in 4:17,47 min die Bronzemedaille. Kurz darauf verpasste sie dann bei den Halleneuropameisterschaften in Toruń mit 4:18,00 min den Finaleinzug. Im August startete sie über 1500 m bei den Olympischen Spielen in Tokio und kam dort mit 4:09,19 min nicht über die erste Runde hinaus.
2022 erreichte sie bei den Hallenweltmeisterschaften in Belgrad das Finale über 1500 Meter und klassierte sich dort mit 4:09,64 min auf dem neunten Platz. Im Juni siegte sie in 2:01,84 min über 800 Meter bei den Balkan-Meisterschaften in Craiova und im August gelangte sie bei den Europameisterschaften in München mit 4:07,74 min auf Rang elf über 1500 Meter. Im Jahr darauf gewann sie bei den Halleneuropameisterschaften in Istanbul in 4:03,76 min die Silbermedaille hinter der Britin Laura Muir. Im Juni wurde sie bei der 2. Liga der Team-Europameisterschaft im Rahmen der Europaspiele in Chorzów in 4:08,68 min Erste über 1500 Meter und sicherte sich damit ligenübergreifend die Goldmedaille. Zudem wurde sie in 2:01,19 min Fünfte. Im August schied sie bei den Weltmeisterschaften in Budapest mit 2:00,54 min in der ersten Runde über 800 Meter aus und kam auch über 1500 Meter mit 4:06,07 min nicht über den Vorlauf hinaus. 2024 schied sie bei den Hallenweltmeisterschaften in Glasgow mit 2:04,03 min im Vorlauf über 800 Meter aus und kam am selben Tag in der Vorrunde über 1500 Meter nicht ins Ziel. Ende Mai kam sie bei den Balkan-Meisterschaften in Izmir über 1500 Meter nicht ins Ziel.
In den Jahren von 2017 bis 2019 und von 2021 bis 2023 wurde Bobocea rumänische Meisterin im 800-Meter-Lauf im Freien sowie 2016, 2018 und 2020 auch in der Halle. 2018 und 2023 siegte sie über 1500 Meter im Freien und 2015 in der Halle. 2017 wurde sie Meisterin in der 4-mal-400-Meter-Staffel und 2015 wurde sie Hallenmeisterin im 3000-Meter-Lauf.

## Persönliche Bestleistungen
- 800 Meter: 2:00,54 min, 23. August 2023 in Budapest
  - 800 Meter (Halle): 2:04,03 min, 1. März 2024 in Glasgow
  - 1000 Meter (Halle): 2:35,35 min, 25. Februar 2023 in Birmingham (rumänischer Rekord)
- 1500 Meter: 4:01,10 min, 31. Mai 2022 in Ostrava
  - 1500 Meter (Halle): 4:03,76 min, 4. März 2023 in Istanbul
- Meile: 4:25,02 min, 15. Juni 2023 in Oslo
- 3000 Meter: 8:55,34 min, 20. Mai 2018 in Osaka
  - 3000 Meter (Halle): 8:47,59 min, 8. Februar 2019 in Madrid